# رودلف برون
رودلف برون هو سياسي سويسري، ولد في 1290 في سويسرا، وتوفي في 3 أكتوبر 1360 في سويسرا. انتخب عمدة.